# Liste der Paramount Chiefs und Staatsoberhäupter Lesothos
Dies ist die Liste der Paramount Chiefs und Staatsoberhäupter Lesothos bzw. des Vorgängergebietes Basutoland.

## Paramount Chiefs von 1822 bis 1965
Sesotho: barena ba baholo
| Name                         | Amtsbeginn        | Amtsende                 |
| ---------------------------- | ----------------- | ------------------------ |
| Moshoeshoe I.                | 1822              | 18. Januar 1870          |
| Letsie I. Moshoeshoe         | 18. Januar 1870   | 20. November 1891        |
| Lerotholi Letsie             | 20. November 1891 | 19. August 1905          |
| Letsie II. Lerotholi         | 21. August 1905   | 28. Januar 1913          |
| Nathaniel Griffith Lerotholi | 11. April 1913    | Juli 1939                |
| Simon Seeiso Griffith        | 3. August 1939    | 26. Dezember 1940        |
| Gabasane Masopha             | 26. Dezember 1940 | 28. Januar 1941          |
| ’Mantšebo                    | 28. Januar 1941   | 12. März 1960            |
| Moshoeshoe II.               | 12. März 1960     | 30. April 1965 (Krönung) |

## Staatsoberhäupter von 1965 bis heute
| Name                              | Amtsbeginn        | Amtsende          | Amtsbezeichnung |
| --------------------------------- | ----------------- | ----------------- | --------------- |
| Moshoeshoe II.                    | 30. April 1965    | 10. Februar 1970  | König           |
| Leabua Jonathan (Staatsoberhaupt) | 10. Februar 1970  | 5. Juni 1970      | Staatsoberhaupt |
| ’Mamohato                         | 5. Juni 1970      | 5. Dezember 1970  | Regentin        |
| Moshoeshoe II.                    | 5. Dezember 1970  | 6. November 1990  | König           |
| ’Mamohato                         | 6. November 1990  | 12. November 1990 | Regentin        |
| Letsie III.                       | 12. November 1990 | 25. Januar 1995   | König           |
| Moshoeshoe II.                    | 25. Januar 1995   | 15. Januar 1996   | König           |
| ’Mamohato                         | 15. Januar 1996   | 7. Februar 1996   | Regentin        |
| Letsie III.                       | 7. Februar 1996   | im Amt            | König           |